# Canny Function Diagram
СFD  (Canny Function Diagram) — графический язык программирования, концептуально близкий к языку функциональных блоковых диаграмм (FBD). Язык частично совместим со стандартом МЭК 61131-3. Предназначен для программирования программируемых логических контроллеров (ПЛК). Программа на языке CFD представлена в виде функциональной диаграммы. Функциональная диаграмма формируется из библиотечных блоковых элементов - функциональных блоков, а также вспомогательных элементов, соединенных между собой линиями (сетями). Сети могут быть именованы. 
Функциональные блоки языка:
- выполняют какую-либо  функцию (например, логические операции, арифметические операции, генерацию сигнала, функцию счетчика и т.п.)
- могут иметь или не иметь вход;
- обязательно имеют выход.

К вспомогательным блокам относятся:
- константы – хранят и передают записанное число;
- регистры записи – используются для передачи значений в ПЛК;
- регистры чтения– используются для чтения информации от ПЛК.

Выполнение программы на языке CFD представляет собой последовательное циклическое вычисление элементов диаграммы. Как правило порядок вычисления устанавливается с верху в низ, слева на право.
Для исполнения программ на языке CFD в режиме симуляции и записи их в ПЛК применяется распространяемая бесплатно среда разработки CannyLab.
Язык CFD имеет высокий уровень абстракции, скрывает от пользователя технические детали принципов работы электронных схем, в следствие чего имеет достаточно низкий порог вхождения в разработку.
Пример программы на языке CFD (функциональная диаграмма):
1. На вход блока №1 "Умножение" поступает информация из регистра "Контроля наличия питания +5В при подключении по USB"
2. На вход блока блока №1 "Умножение" поступает значение константы "2".
3. Блок №1 "Умножение"  производит операцию умножения.
4. Значение с выхода блока №1 "Умножение" поступает на вход блока №2 "Логическое НЕ".
5. Блока №2 "Логическое НЕ" производит инверсию поступившего на вход значения.
6. Значение с выхода блока №2 "Логическое НЕ"  поступает в "Регистр включения зеленого светодиода"
7. Если на вход "Регистра включения зеленого светодиода"  поступает значение "1" у контроллера включается зеленый светодиод, если "0" – выключается.